# ボム (戦車)

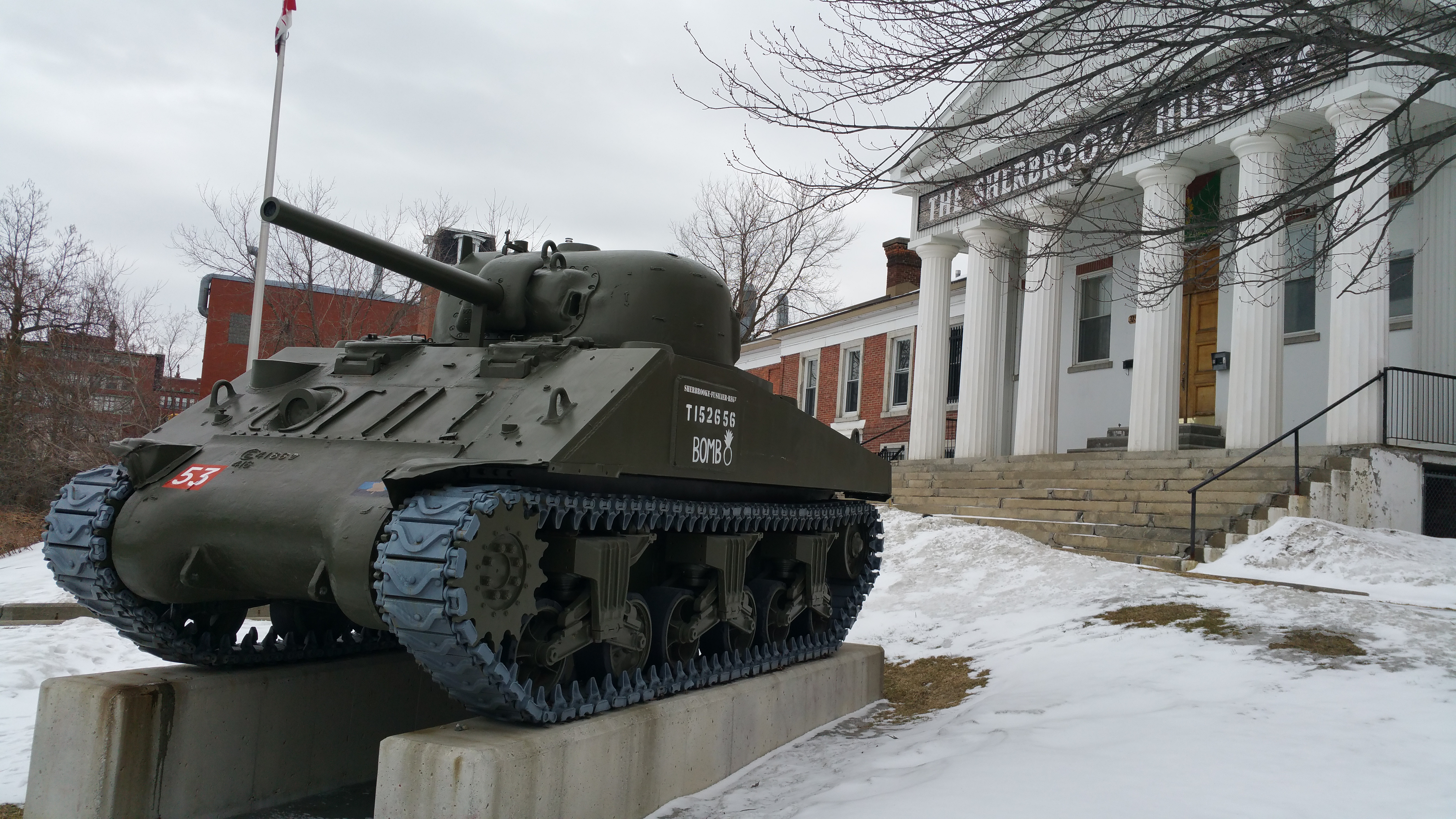
ウィリアム通り武器庫に展示される「ボム」（2015年4月）

ボム（Bomb）は、第二次世界大戦中にカナダ陸軍が運用したシャーマン中戦車の1両である。第27機甲連隊（シェルブルック・フュージリアーズ連隊）所属で、いわゆるDデイのノルマンディー上陸作戦以降、北西ヨーロッパ各地で戦った。ボムはDデイ（1944年6月6日）からVEデイ（1945年5月8日）まで間断なく戦った唯一のカナダ戦車である。現在、ボムはケベック州シェルブルックのウィリアム通り武器庫（William Street Armoury）に展示されている。

## 製造
ボムとして知られる車輌は、アメリカ合衆国ミシガン州フリントのゼネラルモーターズ社フィッシャー戦車廠（Fisher Tank Arsenal）で製造されたM4A2シャーマン中戦車である。製造番号は8007で、同戦車廠が製造した898番目の車輌だった。この車両はイングランドへと送られた後、イギリス陸軍省によって所属番号T-152656が与えられ、シェルブルック・フュージリアーズ連隊B中隊に配属された。当時、同連隊は第2カナダ機甲旅団の一部としてフランス侵攻への参加が決定しており、旧式の訓練戦車からシャーマン中戦車への装備更新を進めていた。B中隊所属の戦車はいずれもバーバラ（Barbara）やビー・グッド（Be Good）など、Bを頭文字とする名が与えられていた。ボム（Bomb）はこれに倣いつつ、またフュージリアーズ連隊の連隊章に描かれた擲弾に触発された命名であったという。最初の乗員は戦車長ハロルド・フルッター軍曹（Harold Frutter）、操縦手ルディ・モラルト下級伍長（Rudy Moreault）、副操縦手"レッド"・フレッチャー二等兵（"Red" Fletcher）、砲手A・W・ルドルフ二等兵（A.W. Rudolph）、装填手J・W・"タイニー"・ホール二等兵（J.W. (Tiny) Hall）らであった。

## 戦闘

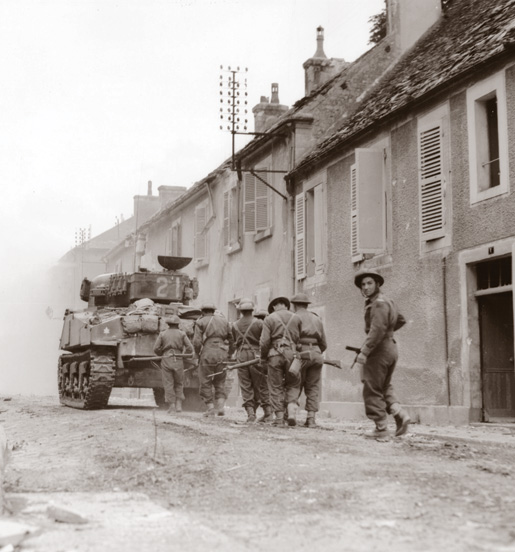
1944年8月、ファレーズにて敵狙撃兵の捜索を行うル・フューズィリエ・モン＝ロヤル連隊の将兵。先行する車輌はシェルブルック・フュージリアーズ連隊所属で、砲塔番号から「ボム」と推測される。

1944年6月6日、ジュノー・ビーチへ上陸したボムはシェルブルック・フュージリアーズ連隊と共にベルニエール＝シュル＝メールへと前進し、直後にオティーおよびビュロンを巡る戦いに参加する。上陸からの2日間で、シェルブルック・フュージリアーズ連隊では41両もの敵戦車を撃破している。上陸作戦直後から、ドイツ側では連合国軍橋頭堡を包囲するべく、各装甲部隊および武装親衛隊の精鋭を派遣していた。シェルブルック・フュージリアーズ連隊もカーン周辺での戦闘やファレーズでの掃討戦に参加している。当初、ボムにはコールサインとして22という数字が与えられていたが、7月にはシェルブルック・フュージリアーズ連隊の戦車小隊の再編があり、ボムは小隊指揮車として新たにコールサイン21が与えられ、砲塔にもこの数字が描き込まれた。連合国軍が包囲を破った後、ボムは北フランスやベルギー、オランダなど、北西ヨーロッパ各地を転戦し、その移動距離は4,000kmにもなったという。
1944年6月のノルマンディー方面の戦闘において、戦車長フルッターと副操縦手フレッチャーは砲弾片を受けて負傷し、ポール・アイリス中尉（Paul Ayriss）およびケン・ジェロック二等兵（Ken Jeroux）と交代した。その翌月にはアイリスに代わりジョン・ウェズリー・ニール中尉（John Wesley Neill）が戦車長となった。ニールは後にMCを受章している。オランダ方面では、B中隊長を兼ねるウォルター・ホワイト中尉（Walter White）がボムの戦車長を務めた。ドイツ国内におけるホーホヴァルト森林を巡る戦い（ブロックバスター作戦）を経て、ホワイトの指揮下でライン川ほとりの偵察が行われた。兵士たちは戦車の開口部を全て密閉し、圧縮空気ホースを巻きつけて多少の浮力を与え、即席の水陸両用戦車を作り上げた。これらの車輌を用いて周辺のドイツ軍守備隊への奇襲が行われ、まもなく一帯が確保された。この数週間後、デーフェンテルを巡る戦闘においてホワイトは砲弾片を受け足を負傷した。後任の戦車長はアーネスト・ミンゴー中尉（Ernest Mingo）であった。シェルブルック・フュージリアーズ連隊はアイセル湖に沿って前進し、北オランダを抜け、ドイツ本国へと侵攻した。戦争最後の数日間、シェルブルック・フュージリアーズ連隊とボムは徹底抗戦を図る狂信的なドイツ軍部隊からの攻撃に晒され、カナダ兵らは積み重なったドイツ兵の死体を遮蔽物にして戦い続けたという。やがて、国境近くの街エムデンにてボムは終戦を迎えた。DデイからVEデイまでの間、ボムは戦闘において合計6,000発の砲弾を発射し、2発被弾し（いずれも乗員により応急修理された）、そして1日足りとも前線を離れなかった。ボムはカナダ軍の戦車として、DデイからVEデイまで前線を離れなかった唯一の車輌である。1945年に陸軍撮影隊が制作したドキュメンタリー映画『The Green Fields Beyond』では、ボムおよび乗員のルドルフ、モラルト、ホールが題材として取り上げられている。

## 保存

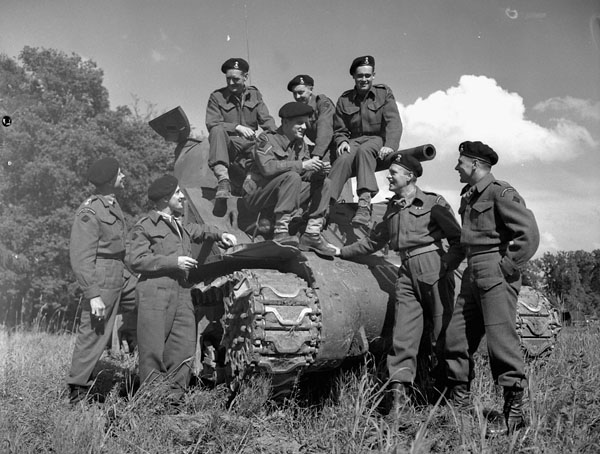
終戦後、ズトフェン方面で撮影された「ボム」と乗員たち。立っている4人は僚車の戦車長である（1945年6月8日）

ボムはベルギーのスクラップ置き場から回収され、カナダへと送り返された。第二次世界大戦中の北西ヨーロッパ戦線に従軍したカナダ戦車のうち、現在ボムを含む4両のみがカナダ国内で保存されている。当初はケベック州シェルブルックのシャン・ド・マルス公園に展示されていたが、のちにウィリアム通り武器庫（William Street Armoury）前へと移された。同武器庫はシェルブルック・フュージリアーズ連隊を構成した民兵連隊の1つであるシェルブルック連隊のかつての駐屯地である。1964年、シェルブルック連隊と第7/11軽騎兵連隊（7th/11th Hussars）の統合により、シェルブルック軽騎兵が新設され、この際にボムも新連隊へと移管された。
最後の戦車長だったミンゴーは故郷ノバスコシア州から毎年シェルブルックを訪れ、ボムやシェルブルック・フュージリアーズ連隊の戦友たちとの再会を楽しいんでいた。また、オランダ人のある家族は祖国解放への貢献に感謝し、ミンゴーやホワイトに毎年チューリップの球根を送っていたという。2001年、ボムのレストアが行われた。この際、ボムの戦功を伝える銘板が贈られ、車体には当時を再現した塗装が施された。